# 安大略北地铁路
安大略北地铁路（英語：Ontario Northland Railway），是一个加拿大的铁路公司，由安大略省政府下辖的省级皇家机构的安大略省北部地区交通委员会运营。